# Zvonimir Turina
Zvonimir Turina (Bakarac, 1900. – 1987.), hrvatski prosvjetar, pisac, pjesnik i pasionirani fotoamater.

## Životopis
Rodio se u Bakarcu. Predavao na Trgovačkoj školi na Sušaku, u Daruvaru i obnašao dužnost direktora Pomorske škole u Malom Lošinju. Godine 1962. objavio je svoju prvu knjigu pjesama na čakavštini Zvir. Osobito je radio na popisivanju članova roda Turinskog i Franko, od njihova dolaska u Primorje 1673. do 1969. godine. Rodoslovno obilje je objavio u djelu Libar roda Turinskog i Franko.